# هانز شولتسه
هانز شولتسه (آلمانی: Hans Schulze; ۲۵ اوت ۱۹۱۱ – ۲۶ ژانویهٔ ۱۹۹۲) بازیکن واترپلو اهل آلمان بود.